# Овечка
Овечка (пол. Owieczka) — село в Польщі, у гміні Луковиця Лімановського повіту Малопольського воєводства.
Населення — 331 особа (2011).
У 1975-1998 роках село належало до Новосондецького воєводства.

## Демографія
Демографічна структура станом на 31 березня 2011 року:
|          | Загалом | Допрацездатний вік | Працездатний вік | Постпрацездатний вік |
| -------- | ------- | ------------------ | ---------------- | -------------------- |
| Чоловіки | 173     | 47                 | 105              | 21                   |
| Жінки    | 158     | 44                 | 77               | 37                   |
| Разом    | 331     | 91                 | 182              | 58                   |